# Bourama Mariko
Bourama Mariko (* 29. November 1979) ist ein ehemaliger malischer Judoka.

## Sport
Bei den Afrikaspielen 1999 errang Mariko im Halbleichtgewicht die Bronzemedaille und 2003 im Leichtgewicht sogar die Silbermedaille. Auch an den Afrikameisterschaften 2000 und 2001 nahm er teil. 2004 trat Mariko bei den Olympischen Sommerspielen in Athen an. Im Leichtgewicht verlor er in der ersten Runde gegen Claudiu Baștea aus Rumänien.